# Monster Movie
Monster Movie — дебютний студійний альбом німецького рок-гурту Can, випущений у серпні 1969 року лейблами Music Factory і Liberty Records.

## Підготовка та запис
У 1968 році Can випустили альбом під назвою Prepared to Meet Thy PNOOM, який жодна звукозаписна компанія не погодилася випустити (записи зрештою були випущені на LP у 1981 році як частина Delay 1968). Monster Movie був спробою Can зробити більш зрозумілий альбом. Альбом отримав назву «The Can», запропоновану вокалістом Малкольмом Муні та прийняту демократичним голосуванням. Раніше гурт був відомий під назвою «Inner Space», яка згодом стала назвою їхньої спеціально побудованої студії звукозапису. Деякі копії платівки мали підзаголовок «Зроблено в замку з кращим обладнанням» («Made in a castle with better equipment»), посилаючись на Нервеніх, замок 14-го століття у Північному Рейні-Вестфалії, де гурт записувався у 1968-69 роках.
Зображення на обкладинці — це відтворення Ґалактуса, як його спочатку зобразив Джек Кірбі (художник Вінс Коллетта) у коміксі Marvel's Thor #134 — сторінка 3, що вийшов у 1966 році.

## Зміст
Monster Movie поєднує елементи психоделічного року, блюзу, фрі-джазу, етнічної музики та інших стилів, вплив The Velvet Underground особливо помітний у першому треку «Father Cannot Yell». Використання імпровізації, експериментів, монтажу та нашарування звуків встановило стандарт для наступних альбомів гурту на початку 1970-х років, які стали основоположними для вільного авангардного стилю, названого британською музичною пресою «краут-рок». 20-хвилинний джем «Yoo Doo Right» був скорочений з 6-годинного запису, а текст пісні «Mary, Mary So Contrary» римується з «Mary, Mary, Quite Contrary», популярного англійського дитячого віршика.
Monster Movie був останнім альбомом Can, на якому Малкольм Муні виконував усі вокальні партії до альбому Rite Time, записаного наприкінці 1986 року і виданого у 1989 році.

## Трек-лист
Автор музики і слів Хольгер Чукай, Міхаель Каролі, Яки Лібецайт, Ірмін Шмідт, Малкольм Муні. 
| Сторона 1 | Сторона 1                | Сторона 1  |
| #         | Назва                    | Тривалість |
| --------- | ------------------------ | ---------- |
| 1.        | «Father Cannot Yell»     | 7:06       |
| 2.        | «Mary, Mary So Contrary» | 6:22       |
| 3.        | «Outside My Door»        | 4:11       |

| Сторона 2 | Сторона 2       | Сторона 2  |
| #         | Назва           | Тривалість |
| --------- | --------------- | ---------- |
| 4.        | «Yoo Doo Right» | 20:27      |
| 38:06     |                 |            |

## Персоналії
Can
- Ірмін Шмідт — клавішні
- Яки Лібецайт — барабани
- Хольгер Чукай — бас
- Міхаель Каролі — гітара
- Малкольм Муні — вокал, губна гармоніка